# Tinamotis
Tinamotis is een geslacht uit de vogelfamilie Tinamoes en bestaat uit twee soorten.

## Soorten
- Tinamotis ingoufi – Patagonische tinamoe
- Tinamotis pentlandii – Puna-tinamoe